# Barnaul
Barnaul är huvudstad och största stad i Altaj kraj i Ryssland. Den är belägen längs floden Ob och grundades på 1730-talet. Folkmängden uppgår till cirka 630 000 invånare i centralorten.

## Stadens administrativa indelning

### Staden
Barnaul är indelad i fem stadsdistrikt:
| Stadsdistrikt     | Invånarantal 9 oktober 2002 | Invånarantal 14 oktober 2010 | Invånarantal 1 januari 2016 |
| ----------------- | --------------------------- | ---------------------------- | --------------------------- |
| Industrialnyj     | 137 127                     | 167 324                      | 180 392                     |
| Leninskij         | 146 562                     | 141 179                      | 143 035                     |
| Oktiabrskij       | 106 247                     | 98 483                       | 103 505                     |
| Tsentralnyj       | 86 816                      | 91 445                       | 93 412                      |
| Zjeleznodorozjnyj | 123 997                     | 113 970                      | 115 241                     |
| TOTALT            | 600 749                     | 612 401                      | 635 585                     |

Stadsgränsen har troligtvis utökats mellan 2002 och 2010 (se kommentar till tabell nedan), vilket gör att uppgifterna inte är helt jämförbara mellan dessa år. 

### Område under stadens administration
Barnaul administrerar även några orter samt viss del landsbygd utanför själva stadsgränsen:
| Stad/Ort                   | Invånarantal 9 oktober 2002 | Invånarantal 14 oktober 2010 | Invånarantal 1 januari 2016 |
| -------------------------- | --------------------------- | ---------------------------- | --------------------------- |
| Barnaul                    | 600 749                     | 612 401                      | 635 585                     |
| Juzjnyj                    | 19 669                      | 19 233                       | 20 028                      |
| Nautjnyj Gorodok           | 2 708                       | Ingen uppgift                | Ingen uppgift               |
| Novosilikatnyj             | 15 361                      | Ingen uppgift                | Ingen uppgift               |
| Zaton                      | 3 182                       | Ingen uppgift                | Ingen uppgift               |
| Övriga orter och landsbygd | 25 977                      | Se nedan                     | 44 703                      |
| Lebjazje                   | Ingen uppgift               | 5 199                        | Ingen uppgift               |
| Vlasicha                   | Ingen uppgift               | 9 160                        | Ingen uppgift               |
| Övrig landbygd             | Ingen uppgift               | 24 339                       | Ingen uppgift               |
| TOTALT                     | 667 646                     | 670 332                      | 700 316                     |

Nautjnyj Gorodok, Novosilikatnyj och Zaton har efter 2002 troligtvis helt eller delvis slagits samman med staden Barnaul, eller räknas som landsbygd.